# 겐트 영화제
겐트 영화제(Film Fest Ghent)는 벨기에 헨트에서 한 해에 한 차례 치러지는 국제영화제이다. 1974년 "Internationaal Filmgebeuren Gent"라는 이름으로 처음 열렸으며 그 이후 벨기에 최대의 영화제로 성장했다. 2001년부터는 영화 음악에도 스포트라이트를 하고 있다.

## 수상

### 최우수 영화
- 스탑 메이킹 센스
- 얼지마, 죽지마, 부활할 거야
- 유로파 (1991년 영화)
- 씨클로
- 아모레스 페로스
- 아타나주아
- 과거가 없는 남자
- 아무도 모른다
- 멜키아데스 에스트라다의 세번의 장례식
- 카운터피터
- 그녀가 떠날 때
- 엘레나 (2011년 영화)
- 콜드 워 (2018년 영화)

### Georges Delerue Award for Best Soundtrack/Sound Design
- 크레이스 형제
- 밥 로버츠
- 희몽인생
- 씨클로
- 와호장룡
- 풍경 (2000년 영화)
- 프루프 (2005년 영화)
- 하녀 (2010년 영화)
- 천주정
- 더 랍스터
- 하이 라이프 (2018년 영화)